# Emoia mokolahi
Emoia mokolahi es una especie de escincomorfos de la familia Scincidae.

## Distribución geográfica
Es endémica de las islas Vava'u, en Tonga.